# Comuna Petrivți, Mirhorod
Petrivți (în ucraineană Петрівці) este o comună în raionul Mirhorod, regiunea Poltava, Ucraina, formată din satele Kuzmenkî și Petrivți (reședința).

## Demografie
Componența lingvistică a comunei Petrivți
     Ucraineană (95,44%)
     Rusă (4,32%)
     Alte limbi (0,06%)
Conform recensământului din 2001, majoritatea populației comunei Petrivți era vorbitoare de ucraineană (95,44%), existând în minoritate și vorbitori de rusă (4,32%).